# Sashegyi Arany János Általános Iskola és Gimnázium
A Sashegyi Arany János Általános Iskola és Gimnázium állami fenntartású oktatási intézmény Budapest XII. kerületében. Az iskola neobarokk stílusban épült, Szörényi – Reischl Gusztáv tervezte.

## Története

### Notre Dame de Sion R.K. Leánygimnázium (1930)
A Notre Dame De Sion Nővérek  női szerzetes kongregáció volt Magyarországon. Kezdetben csak leányneveléssel foglalkoztak, később fiúkat is befogadtak, céljuk az idegen nyelvek tanításán kívűl az európai irodalom megismertetése volt. Két ház volt a rend tulajdonában 1948-ig, az egyik az iskola elődje, a Notre Dame de Sion R.K. Leánygimnázium, a XII. Miasszonyunk (ma: Meredek) utca 1. cím alatt.
Először 1904-ben, az I. kerületi Attila utca 101. alatti házban indítottak internátussal egybekötött elemi és polgári iskolát és továbbképző idegennyelvű tanfolyamot, 1910-ben a Villányi útra költöztek, majd 1930-ben az utolsó állomáshelyükre, a Sas-hegyre, ahol a polgári iskolát gimnáziummá szervezték át. Az első érettségit 1936-ban tartották, 1940-ben 17 tanára és 118 nővére volt. A tanítás és beszélgetés nyelve a francia volt.

### Államosítás (1948)
A II. viágháborúban súlyos sebeket kapott az épület, az iskola kápolnája is romba dőlt. A rend tagjai az
épület helyreállítása után már nem sokáig élvezhették iskolai életüket. 1948-ban az iskola állami fenntartásba került át, így 1949-ben a Notre Dame De Sion apácái elhagyták az intézetet és az országot is.
1949-ben az épületbe az Oleg Kosevojról  elnevezett ösztöndíjas intézmény költözött be. Az akkori képzések célja az volt, hogy az itt tanuló diákokat előkészítse a szovjetunióbeli
egyetemekre. Heti 12 órában orosz nyelven folyt a tanítás. Speciális osztályokat szerveztek,
melyeknek jellegét a továbbtanulási szempontok határozták meg, a mérnöki, közgazdasági,
orvosi, és filozófiai irányokat részesítették előnyben. Az intézmény 1954-ig működött,
megszűnése után felszerelése és könyvtára itt maradt az 1954-ben alakult Arany János Intézet számára.

### 1954-
1954. szeptember 6-án az Arany János Általános Iskola és Általános Gimnázium tanári
termében tartott alakuló értekezletről készült jegyzőkönyvben többek között a következők
állnak:
„Amint az elvtársak tudják, különleges jellegű lesz az új iskolánk. Ilyen jellegű iskola
pillanatnyilag nincs az egész országban…..”
„Intézetünkben általános iskola, általános gimnázium, gyermekotthon, diákotthon, napközi
otthon működik, amelyek egy szervezeti és nevelési egységet alkotnak az intézet
igazgatójának egyszemélyi felelős vezetése alatt.”
1963-ban az MTA pszichológiai és pedagógiai bázisiskolájává jelölte ki iskolát, az itt
folyó kísérletek elvi és országos jelentőségűek voltak.
1967-ben az intézet tovább bővült egy kétszintes kísérleti laborral, amelyet az egykori
kápolna helyén építettek fel. A kutatások, az órák látogatása már nemcsak országos
érdeklődésre számított, több külföldi pedagógus is meglátogatta az iskolát (pl. 1970/71- ben 191 tanórán 2000 vendég volt jelen, közöttük számos külföldi személy). 1974-ben az OPI eredményesen befejezettnek nyilvánította és törvényesítette a módszerek
országos alkalmazását.
1980-ban a kollégium is befejezte működését, a volt hálótermekből pedig tantermek alakultak.
2005 óta az Arany János Általános Iskola és Gimnázium az ELTE gyakorlóhelye, 2009 óta a Magyar Tudományos Akadémia támogatásával reál-osztályt indít. 2006-ban jött létre a Stúdiószínpad.
Az intézmény 12 évfolyamos iskolaként működik 8 + 4-es szerkezetben.

## Híres diákjai
- Auth Csilla énekesnő
- Baumgartner Zsolt autóversenyző
- Básti Juli – színművész
- Geszti Péter szövegíró, zenész, reklámszakember
- Hajdú Attila válogatott labdarúgó, szakkomentátor
- Lux Ádám színművész
- Miller Zoltán színész, énekes
- Németh Lajos meteorológus
- Puzsér Róbert
- Schnell Ádám színművész
- Szemerédi Endre matematikus, egyetemi tanár